# محمد شيباني خان
أبو الفتح محمد شيباني بن شاه بداق بن أبو الخير خان، ولد عام 1451 م ويعود نسبه لجنكيز خان. كني في صغره بشاه بخت «ثروة الملك» و تحولت كنيته مع الزمن إلى شايبك، وهي الكنية التي اختارها لنفسه في كبره. توفي والده وجده و هو ما زال في سن صغيرة، وأمضى بداية حياته مع أخيه مطارداً من أعداء جده أبو الخير خان. و كانا يمضيان في ثلة الفرسان الذين ظلا يحميانهما. و تعلم خلال هذه المحنة كيف يستطيع العيش في أحلك الظروف مما صنع منه قائداً فذاً. كان مسرح تلك الأحداث هي هضبة القبجاق، والتي كانت يوماً ما مملكة جغتاي خان أحد أحفاد جنكيز خان. قام بتوحيد العديد من القبائل الأوزبكية ووضع الأسس لصعودهم في بلاد ما وراء النهر وإنشاء خانية بخارى.

## روابط خارجية
- محمد شيباني خان على موقع الموسوعة البريطانية (الإنجليزية)